# مسجد النبي دانيال (الإسكندرية)

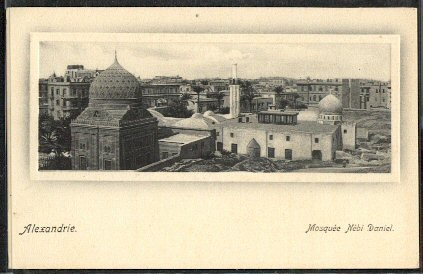

مسجد النبي دانيال ينسب الجامع إلى أحد العارفين بالله وهو الشيخ محمد دانيال الموصلي أحد شيوخ المذهب الشافعي وكان قد قدم إلى مدينة الإسكندرية في نهاية القرن الثامن الهجري واتخذ من مدينة الإسكندرية مكانا لتدريس أصول الدين وعلم الفرائض على نهج الشافعية وظل بمدينة الإسكندرية حتى وفاته سنة 810 هـ فدفن بالمسجد وأصبح ضريحه مزارا للناس ويقع جامع النبي دانيال في الشارع المعروف باسمه (شارع النبي دانيال).
بني مسجد النبي دانيال في الإسكندرية عام 1790 ميلاديًا، في وقت كانت الإسكندرية فيه تحتوي على حيين فقط هما رأس التين والجمرك. أما باقي الإسكندرية فكانت عبارة عن صحراء من الرمال يتخللها مزارع خضراء كثيفة أو بحيرات شاسعة الإتساع. يعتبر المسجد من أقدم مساجد مصر، وجدرانه مزينة بالزخارف الإسلامية القديمة، وهو مزار للعديد من السائحين خاصة الآسيويين الذين يحرصون على زيارة الضريح الموجود أسفل المسجد الذي يقال إنه للنبي دانيال.

## الوصف
ويتكون تخطيط الجامع من مساحة مستطيلة يتقدمها صحن مكشوف أو زيادة يوجد بالناحية الشمالية الغربية منها دورة المياه والميضأة، وللجامع واجهة رئيسية واحدة هي الواجهة الجنوبية الغربية ويقع بها المدخل الرئيسي للجامع حيث يؤدي هذا المدخل إلى بيت الصلاة وينقسم إلى قسمين القسم الأول وهو مصلي للرجال أما القسم الثاني فخصص لصلاة النساء.
يتكون بيت الصلاة أو المصلي إلى مساحة مستطيلة مقسمة إلى ثمانية أروقة من خلال سبعة أعمدة رخامية تحمل عقودا نصف دائرية ويوجد بالناحية الجنوبية الشرقية حنية المحراب ويفتح بالجدار الشمالي الشرقي فتحة باب مستطيلة تؤدي إلى الضريح وهو عبارة عن مساحة مستطيلة يتوسط أرضيتها فتحة مثمنة يحيط بها حاجز من الخشب الخرط يرتكز على رقبة مثمنة مكونة من ثلاثة صفوف من المقرنصات ويتم الهبوط بعمق حوالي خمسة أمتار إلى الضريح الذي يتكون من مساحة مربعة تقوم على أربعة دعائم متعامدة كان يؤدي الذي بالناحية الجنوبية الغربية إلي سرداب مغلق حاليا ويتوسط أرضية الضريح تركيبتين من الخشب أحدهما تحتوي على قبر الشيخ محمد دانيال الموصلي أو كما هو معتقد النبي دانيال والأخرى تضم قبر يعرف باسم قبر لقمان الحكيم وإن كانت المصادر التاريخية لم تتناول صحة أو خطأ هذه التسمية.
أما المصلي الخاص بالنساء فيقع بالناحية الشمالية الغربية وهو عبارة عن مساحة
مستطيلة يوجد بها حاجز من الخشب الخرط لصلاة النسا
انى لاتعجب من بناء المساجد على القبور فانه منهى عت الصلاة فيعاء.

## الضريح
فهناك رواية تقول إنه عندما فتحت الإسكندرية على يد عمرو بن العاص في عهد الخليفة عمر بن الخطاب ، عثر الجنود على المكان وعليه أقفال من حديد تحيط بحوض من الرخام الأخضر.
وعند فتحه وجدوا فيه هيكل لرجل ليس على هيئة أهل العصر، فأنفه طويل ويده طويلة وعليه أكفان مرصعة بالذهب. فأبلغوا عمر بن الخطاب بذلك فسأل علي بن أبي طالب ، فقال له: هذا نبي الله دانيال. فأمر عمر بتحصين قبره حتى لا يمسه اللصوص.
إلا أن عددا من الاثريين يشككون في هذه الرواية ويؤكدون أن الضريح الموجود بالمسجد على عمق حوالي خمسة أمتار هو للشيخ محمد دانيال الموصلي وهو رجل صالح جاء إلى الإسكندرية في نهاية القرن الثامن الهجري، وقام بتدريس أصول الدين وعلم الفرائض على مذهب الإمام الشافعي، وظل بها حتى وفاته سنة 810 هـ ودفن بالمسجد، الذي يعود تاريخ بناؤه إلى القرن الثاني عشر الهجري.
يقول على باشا مبارك في الخطط التوفيقية: «مسجد مشهور بمسجد النبى دانيال كان صغيرا فجدده العزيز محمد على باشا سنة 1238، وله ليلة كل سنة في شهر رمضان وهو تابع الوقف، وبهذا المسجد مدفن مخصوص بالعائلة الخديوية مدفون فيه المرحوم محمد سعيد باشا ونجله طوسون باشا وغيرهما».
وقد ارتبط هذا الجامع بعدة أساطير منها أنه دفن به النبى دانيال كما ارتبط أيضا بفكرة البحث عن قبر الإسكندر الأكبر إلا أن الأبحاث والحفائر التي تمت بهذا الجامع في أواخر القرن التاسع عشر وأوائل القرن العشرين دحضت هذه الأفكار.

## التخطيط المعماري
هناك خلاف تاريخي بين علي باشا مبارك الذي ذكر في كتابه الخطط التوفيقية الجديدة أن محمد علي باشا قد قام بتجديد الجامع وتوسيعه سنة 1238 هـ / 1822 م وبين الأستاذ حسن عبد الوهاب الذي لا يوافق على هذا الرأي استنادا إلى أن طراز بنائه لا يتفق وطراز الأبنية التي يرجع تاريخها إلى عصر محمد علي باشا ولذا فقد أرجع الأستاذ حسن عبد الوهاب تاريخ بنائه إلى أبنية القرن الثاني عشر الهجري/السابع عشر الميلادى.
ويتكون تخطيط الجامع من مساحة مستطيلة يتقدمها صحن مكشوف أو زيادة يوجد بالناحية الشمالية الغربية منها دورة المياه والميضأة.
وللجامع واجهة رئيسية واحدة هي الواجهة الجنوبية الغربية ويقع بها المدخل الرئيسي للجامع حيث يؤدي هذا المدخل إلى بيت الصلاة وينقسم إلى قسمين القسم الأول وهو مصلي للرجال أما القسم الثاني فخصص لصلاة النساء.
ويتكون بيت الصلاة أو المصلي إلى مساحة مستطيلة مقسمة إلى ثمانية أروقة من خلال سبعة أعمدة رخامية تحمل عقودا نصف دائرية ويوجد بالناحية الجنوبية الشرقية حنية المحراب ويفتح بالجدار الشمالي الشرقي فتحة باب مستطيلة تؤدي إلى الضريح وهو عبارة عن مساحة مستطيلة يتوسط أرضيتها فتحة مثمنة يحيط بها حاجز من الخشب الخرط يرتكز على رقبة مثمنة مكونة من ثلاثة صفوف من المقرنصات ويتم الهبوط بعمق حوالي خمسة أمتار إلى الضريح الذي يتكون من مساحة مربعة تقوم على أربعة دعائم متعامدة كان يؤدي الذي بالناحية الجنوبية الغربية إلي سرداب مغلق حاليا ويتوسط أرضية الضريح تركيبتين من الخشب أحدهما تحتوي على قبر الشيخ محمد دانيال الموصلي أو كما هو معتقد النبي دانيال والأخرى تضم قبر يعرف باسم قبر لقمان الحكيم وإن كانت المصادر التاريخية لم تتناول صحة أو خطأ هذه التسمية.